# Màlik-Xah II
Muïzz-ad-Din Màlik-Xah II ibn Barkyaruq fou un efímer sultà seljúcida, fill del sultà Barkyaruq.
A la mort del seu pare a començaments del 1105 (amb 25 anys), era encara un nen (4 o 5 anys) quan fou proclamat a Bagdad per l'atabeg Amir Ayaz i el visir Sad-al-Mulk Abu-l-Muhassim. No es va poder sostenir i fou eliminat pel seu oncle Muhàmmad I Tapar, que el va fer matar juntament amb el seu atabeg (1105).